# مارکو کریستال
مارکو کریستال (استونیایی: Marko Kristal؛ زادهٔ ۲ ژوئن ۱۹۷۳) بازیکن فوتبال اهل استونی است.
از باشگاه‌هایی که در آن بازی کرده‌است می‌توان به باشگاه فوتبال الفسبوری، باشگاه فوتبال فلورا تالین، باشگاه فوتبال فلورا تالین، تیم ملی فوتبال استونی، و باشگاه فوتبال فلورا تالین اشاره کرد.
وی همچنین در تیم ملی فوتبال استونی بازی کرده‌است.